# Bockstraße 8 (Quedlinburg)

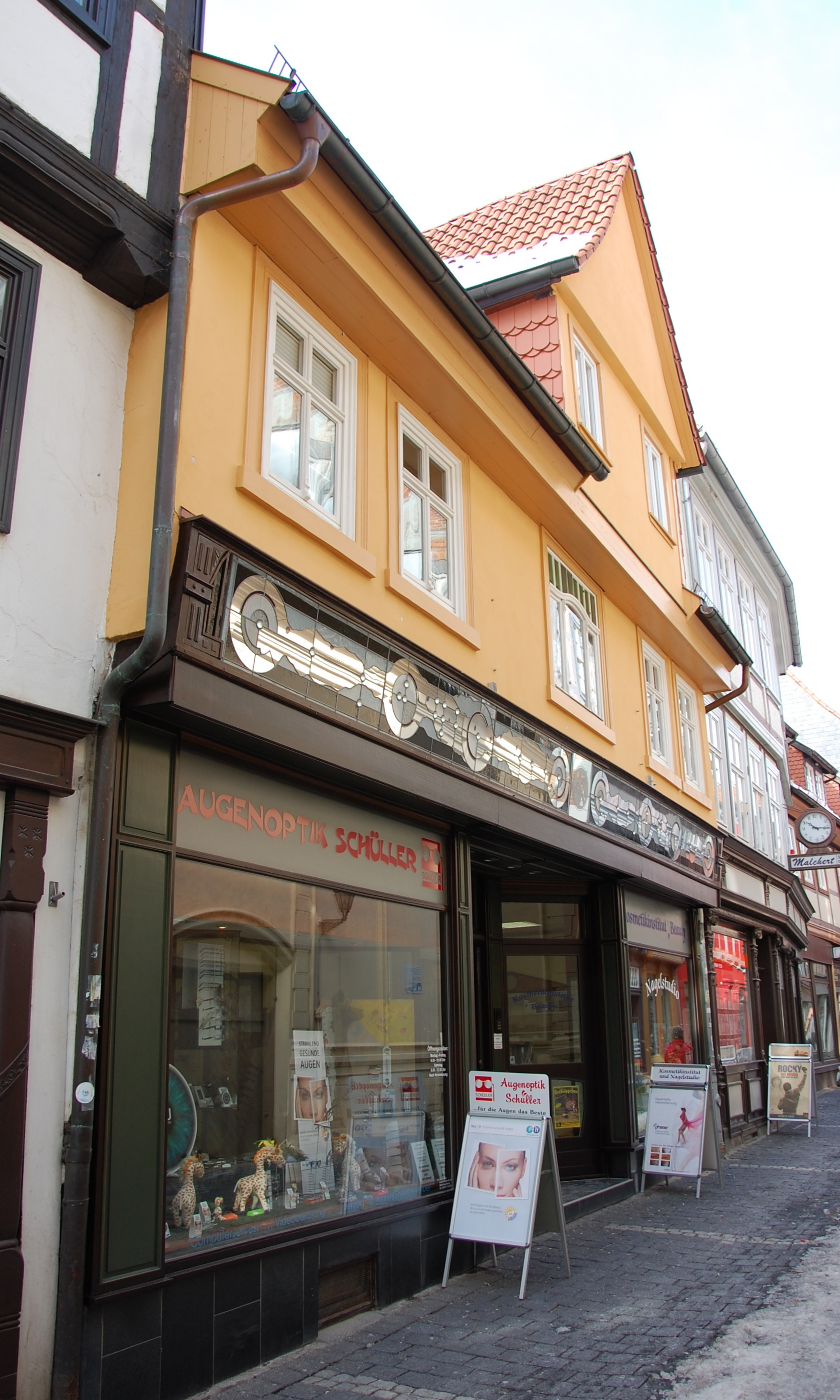
Haus Bockstraße 8

Das Haus Bockstraße 8 ist ein denkmalgeschütztes Gebäude in der Stadt Quedlinburg in Sachsen-Anhalt.

## Lage
Es befindet sich nordöstlich des Marktplatzes der Stadt und gehört zum UNESCO-Weltkulturerbe. Im Quedlinburger Denkmalverzeichnis ist es als Wohnhaus eingetragen. Östlich grenzt das gleichfalls denkmalgeschützte Haus Bockstraße 7, westlich das Haus Bockstraße 9 an.

## Architektur und Geschichte
Das zweigeschossige Fachwerkhaus stammt in seinem Kern aus dem 16. Jahrhundert. Die Balkenköpfe der Fassade, aber auch im Gebäudeinneren waren mit Sternenmustern verziert. Im 19. Jahrhundert erfolgte ein Umbau im Stil des Klassizismus. Die heute verputzte Fassade und das Zwerchhaus stammen aus dieser Zeit. Die Ladenfassade des Erdgeschosses präsentiert sich im Jugendstil.